# Mirnadir Zeynalov
 (février 2024).
Mirnadir Zeynalov (en azéri : Mirnadir Mirəli oğlu Zeynalov ; né le 12 novembre 1942, en Azerbaïdjan et mort le 10 mars 2021 à Bakou) est un peintre du peuple de la République d'Azerbaïdjan (2006).

## Biographie
Mirnadir Mirali oghlu Zeynalov est né le 12 novembre 1942 dans la banlieue de Bakou, à Buzovna. En 1963, il est diplômé de l'École de peinture Azim Azimzade, puis en 1973, il est diplômé de la Faculté de graphisme de l'Institut de polygraphie de Moscou. Il était membre à part entière de l'Union des artistes d'Azerbaïdjan et de l'Académie mondiale des arts « Nouvelle ère ».

## Activité professionnelle
La carrière de peintre professionnel de Mirnadir Zeynalov a débuté dans les années 1970. Les œuvres de l'artiste reflètent la nature et les paysages rudes d'Absheron, où il est né et a grandi. Parmi celles-ci, se distinguent particulièrement les œuvres Un arbre solitaire (1974) et Vieux Village (1989).
Au cours des premières années de sa carrière, l'artiste commence à créer des peintures réalistes, puis des peintures abstraites. Tout en travaillant dans un style réaliste, il peint les portraits des membres de sa famille et d'autres personnes ainsi que la nature.
La créativité de Mirnadir Zeynalov repose principalement sur les couleurs de base du spectre. Les éléments de collage et d'installation font partie intégrante de ses compositions. Dans ses œuvres, il est possible de trouver différents genres et styles, y compris des portraits peints dans le style du réalisme.
Alors que l'artiste est en mission de création en Inde en 1987, il réalise des paysages, ainsi que de nombreux portraits féminins.
Des expositions individuelles de Mirnadir Zeynalov ont lieu à plusieurs reprises. Les œuvres de l'artiste ont été exposées à Moscou, Kiev, Houston, Los Angeles et dans d'autres villes, et en 2013, elles ont pris de la valeur lors de la vente aux enchères Sotheby's à Londres. Ses œuvres précieuses sont conservées dans les fonds du Musée national d'art d'Azerbaïdjan et de la Galerie d'art d'État d'Azerbaïdjan.

## Distinctions
- Artiste émérite de la République d'Azerbaïdjan le 4 mars 1992 ;
- Artiste du peuple de la République d'Azerbaïdjan le 29 décembre 2006 ;
- Diplôme de l'Académie des Arts de l'URSS à l'Exposition de toute l'Union tenue à Moscou en 1976 ;
- Médaille de bronze à la « Biennale des artistes des pays caspiens » tenue à Bakou en 1989.